# Santa Cruz de las Flores, Jalisco
Santa Cruz de las Flores är en ort i Mexiko.   Den ligger i kommunen Tlajomulco de Zúñiga och delstaten Jalisco, i den centrala delen av landet, 500 km väster om huvudstaden Mexico City. Santa Cruz de las Flores ligger 1 513 meter över havet och antalet invånare är 11 204.
Terrängen runt Santa Cruz de las Flores är huvudsakligen kuperad, men den allra närmaste omgivningen är platt. Runt Santa Cruz de las Flores är det tätbefolkat, med 266 invånare per kvadratkilometer. Närmaste större samhälle är Hacienda Santa Fe, 13,4 km öster om Santa Cruz de las Flores. I omgivningarna runt Santa Cruz de las Flores växer huvudsakligen savannskog.